# Lambou Darul Ihsan
Lambou Darul Ihsan is een bestuurslaag in het regentschap Mandailing Natal van de provincie Noord-Sumatra, Indonesië. Lambou Darul Ihsan telt 231 inwoners (volkstelling 2010).